# Aechmea huebneri
Espèce
Classification phylogénétique
Aechmea huebneri est une espèce de plantes à fleurs de la famille des Bromeliaceae qui se rencontre au Brésil et en Colombie.

## Distribution
L'espèce se rencontre du sud-est de la Colombie ainsi qu'au nord et au nord-est du Brésil.

## Description
L'espèce est épiphyte ou hémicryptophyte.